# ラカライ族
ラカライ族（ラカライぞく、Lakalai）は、ニューブリテン島中央北部のホスキン半島の幅狭い海岸平野に住む少数民族で、ナカナイ族とも呼ばれる。ポリネシア人とメラネシア人とが混和した部族で、同族でも容貌にいろいろな違いがある。

## 居住地
ラカライ族の居住地は、平野の片方に火山性の山脈が立ちはだかり、反対側は海岸の低木地帯となっている。

## 生活
耕作と、森の中での狩猟を生業としている。
どの家庭も母系氏族が維持する。

## 宗教
かつては儀礼的要素の濃い伝統宗教があったが、現在はキリスト教と、船荷信仰が圧倒的である。